# Chiesa dei Santi Prisco e Agnello
La chiesa dei Santi Prisco e Agnello è una chiesa monumentale di Sant'Agnello; è sede parrocchiale ed al suo interno viene venerato il patrono della città, sant'Agnello.

## Storia
Sulle origini della fondazione della chiesa non si hanno notizie precise: sicuramente nel XV secolo doveva già esistere una piccola cappella, gestita direttamente dal popolo, dedicata a san Prisco, intorno alla quale iniziò a svilupparsi un piccolo borgo. Si diffuse in seguito in città il culto di sant'Agnello, protettore delle donne incinte e degli animali gravidi: il santo veniva venerato all'interno di una piccola cappella, dedicata a san Vito.
Tuttavia il sempre crescente numero di fedeli fece in modo che nel XVII secolo la chiesa di San Prisco fosse ampliata ed al suo interno si trasferì anche il culto di sant'Agnello: la chiesa, che già presentava una pianta a croce latina, un'abside e tre cupole, fu anche rinnovata nella facciata, dove furono aperti i due ingressi laterali. Consacrata nel 1827, qualche anno più tardi fu completamente restaurata, assumendo il classico aspetto neoclassico e perdendo molte decorazioni in stucco, oltre alla pavimentazione patinata a fuoco.

## Struttura
La facciata della chiesa, in stile barocco, che si affaccia su di un ampio sagrato al quale si accede tramite una scala in pietra vesuviana, si presenta divisa in due zone da una trabeazione: la parte inferiore è caratterizzata da tre portali d'ingresso intercalati da lesene; il portale centrale, di maggiori dimensioni, è incorniciato in una paraste in pietra grigia, mentre i due portali laterali, più piccoli, sono sormontati da un finestrone trilobato. La parte superiore, più stretta rispetto a quella sottostante, è ricca di decorazioni a stucco e reca al centro un finestrone decorato con vetri policromi; la facciata termina con due piccole guglie in mezzo alle quali è posta una croce di ferro.
L'interno della chiesa è a croce latina e presenta tre navate, una centrale e due laterali, nelle quali si aprono due cappelle su ogni lato: la volta della navata centrale è decorata con tre tele, eseguite da Giuseppe Castellano nel 1690, raffiguranti la Trinità con la Vergine e due santi, l'Ultima cena e la Lavanda dei piedi, tutte inserite in cornici in oro, realizzate nel XIX secolo. L'altare maggiore, in marmi policromi e protetto da una balaustra realizzata nel 1733, è caratterizzato da una tela opera di Gustavo Mancinelli, risalente al 1875, raffigurante la Madonna con in braccio il bambino Gesù coi santi Prisco e Agnello e sullo sfondo agrumeti di Sorrento, punta Gradelle e alcuni velieri in mare. Nelle cappelle laterali sono custodite tele di Giacomo De Castro: sul lato sinistro lo Sposalizio della Vergine e l'Annunciazione, mentre su quello di destra san Giovanni Evangelista e san Michele; caratteristico è l'altare dell'ultima cappella della navata destra, realizzato in marmo e pietre dure, con motivi floreali, opera della bottega di Dionisio Lazzari: questa cappella presenta anche una pavimentazione particolare, in opus sectile, con marmi a forma quadrata e rettangolare, risalenti al I secolo e provenienti, con molta probabilità, dalla villa romana di Pollio Felice a Sorrento.
Tra le varie opere d'arte conservate nella chiesa, una statua del Cristo morto, portata in processione durante le funzioni del Venerdì Santo ed una statua dei santi Prisco e Agnello in legno, risalente al XVIII secolo. Affiancato alla chiesa è il campanile, diviso in quattro sezioni, caratterizzato da un orologio e decorazioni in stucco.